# Schalenschneider
Heft- und Schalenschneider ist ein im Bergischen Land und im vorbergischen Rheinland ausgestorbenes Handwerk zur Herstellung von Griffstücken für Messer oder Werkzeuge in Form von Heften oder Schalen.

## Allgemeines
Ein Heft- und Schalenschneider stellte zwei unterschiedliche Arten von Griffstücken für Messer oder Werkzeuge her. Zum einen waren dies Hefte aus einem Stück Holz, welche mit Schlitzen versehenen wurden, in die später etwa eine Klinge eingesetzt wurde. Zum anderen waren dies (Halb-)Schalen, die beiderseits an eine Klinge oder ein Werkzeug angesetzt wurden und damit den späteren Griff bildeten. Das Handwerk des Heft- oder Schalenschneiders entstand im Zuge der Industrialisierung und Spezialisierung im 19. Jahrhundert insbesondere im Solinger Raum. In kleinen, teils nebenberuflich betriebenen Handwerksbetrieben fertigten Heft- und Schalenschneider ihre Produkte als Zulieferer für die Solinger Schneidwarenindustrie. Anschauungsmaterial zu diesem Beruf bietet im Besonderen der im Volksgarten in Langenfeld neben Haus Wagner in einer gläsernen Ausstellungshalle wiederaufgebaute Schalenschneiderkotten des Wilhelm Jacobs aus Wiescheid. Die hier beschriebenen Arbeitsabläufe basieren auf den vom Förderverein des Stadtmuseums in Langenfeld erarbeiteten Informationen sowie auf den Darstellungen eines vom Amt für Landeskunde 1989 in dem Kotten gedrehten Films.

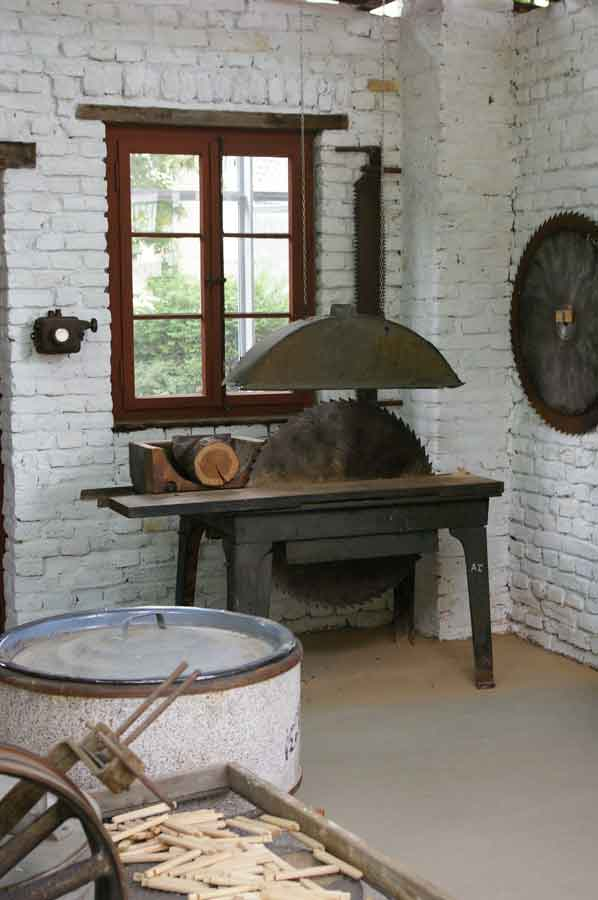
Große Säge
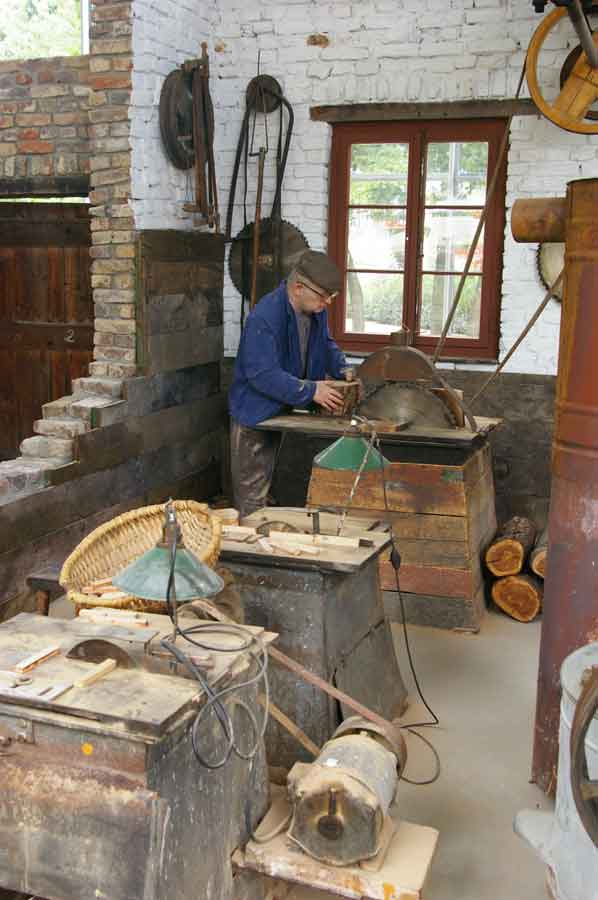
Plattensäge
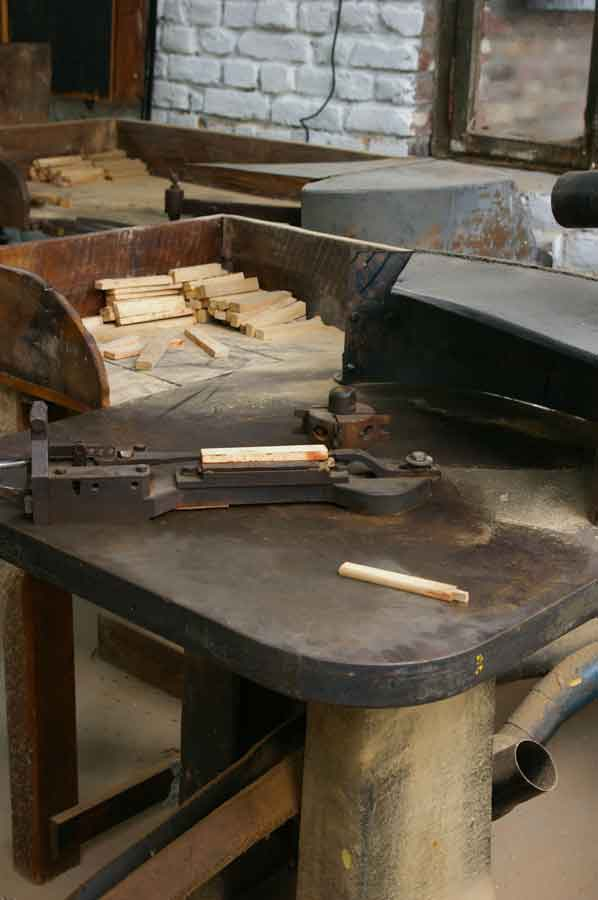
Fräse
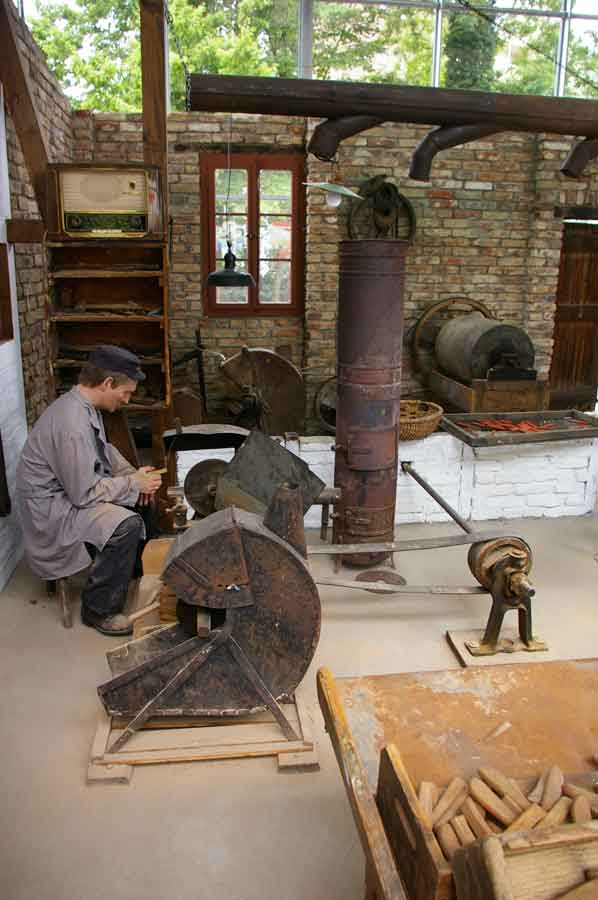
Kleine Säge

## Die Arbeitsabläufe

### Vom Baumstamm zum Griffstück
Die Arbeit des Heft- und Schalenschneiders begann mit dem Sägen der angelieferten Baumstämme mittels Schrotsäge (Zweimann-Zugsäge) auf dem Hof auf eine tragbare Länge hin. Anschließend wurden diese Stammabschnitte im Kotten mit einer Kreissäge selbst weiter auf die Länge der späteren Hefte gebracht. Sodann wurden etwa Rundungen und Borke des Stammholzes beseitigt sowie von den Stücken Scheiben (so genannte Platten) angefertigt. Nach dieser Sägearbeit zur Breite erfolgte noch eine weitere zur Festlegung der Dicke der späteren Hefte. Die Platten wurden dabei in quaderförmige Holzabschnitte, Kanten genannt, den späteren Heften oder Schalen schon sehr ähnlich, zerteilt.
Anschließend wurden die Stücke auf großen Rahmen, die bei Wilhelm Jacobs mit Kaninchendraht bespannt waren, in einer mit Holzabfällen beheizten Trockenkammer getrocknet. Eine Fräse mit entsprechenden Schablonen, die der Heft- und Schalenschneider aus Blech selbst anfertigte, diente dann als Muster für die anschließende Fräsarbeit. Dabei wurden die Holzkanten in einen Frässchuh eingespannt und mittels der Schablone ('Facon' genannt) auf dem Frästisch an vier schnell rotierenden Messern vorbeigeführt. Hierbei erhielt der künftige Griff des Messers bereits seine erkennbare Form. Danach wurden Heft oder Schale auf ihre endgültige Länge gesägt. Mit einer Köpfmaschine bearbeitete man zudem noch das Ende, in das die Messerklinge eingeführt werden sollte.

### Die Veredelung
Der Heft- und Schalenschneider Wilhelm Jacobs verarbeitete einheimisches Buchenholz oder Kirschbaumholz, aber auch Tropenholz wie Palisander oder Teak. Mussten Hefte oder Schalen gefärbt werden, geschah dies mittels eines Bades in einer Beize. Die Werkstücke wurden hierzu etwa sieben Tage lang mehrfach gekocht und in der Beize stehengelassen, bis Hefte und Schalen vollständig durchgefärbt waren. Anschließend wurden die Werkstücke auf Trocknungsrahmen an der Luft, bei Eilaufträgen auch im beheizten Trockenraum, getrocknet. Den nächsten Arbeitsgang bildete das Einwachsen der Holzstücke in einer Rommel (zylindrische Trommel, vergleichbar einer Waschmaschine) durch Zugabe von Wachs. Nach Entnahme der Wachskugeln erfolgte in der Rommel mittels Zugabe von Tüchern noch die Politur der Werkstücke. Das Einschneiden der Hefte zum Einsetzen der Klinge (bei Schalen nicht notwendig) beendete danach die Tätigkeit des Heft- und Schalenschneiders.

### Der Reider
Die Arbeit des Heft- und Schalenschneiders setzte der sogenannte Reider fort, der Heft oder Schalen einerseits sowie die Klinge oder Werkzeug andererseits zusammenführte. Auch dieser Beruf war ein Zulieferhandwerk, welches oft in Heimarbeit ausgeübt wurde.

### Wissenswertes
(Aus einem Faltblatt des Fördervereins:) Der untere Teil der Messerklinge, an dem der Messergriff befestigt wird, nannte sich im Fachjargon Erl. Waren die Griffe einmal nicht gut getrocknet und schrumpfte das Holz nach dem Einsetzen der Klinge, nannten es die Fachleute: Der Erl wächst raus. Um dem zu entgegnen, gab es in vielen Messern drei Löcher, in denen die Klinge befestigt werden konnte. Dies sollte das Zusammenpassen von Klinge und Griff selbst dann noch ermöglichen, wenn sich das Holz einmal verziehen sollte. Gute Messer werden im Übrigen auch heute noch mit vollständig durch den Griff durchgehenden Erl gefertigt.

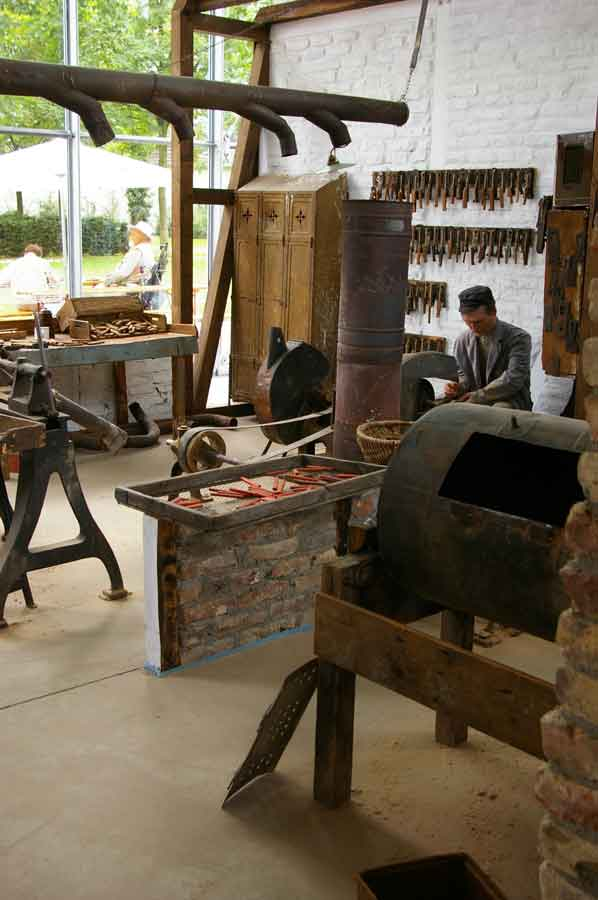
Rommel zum Färben
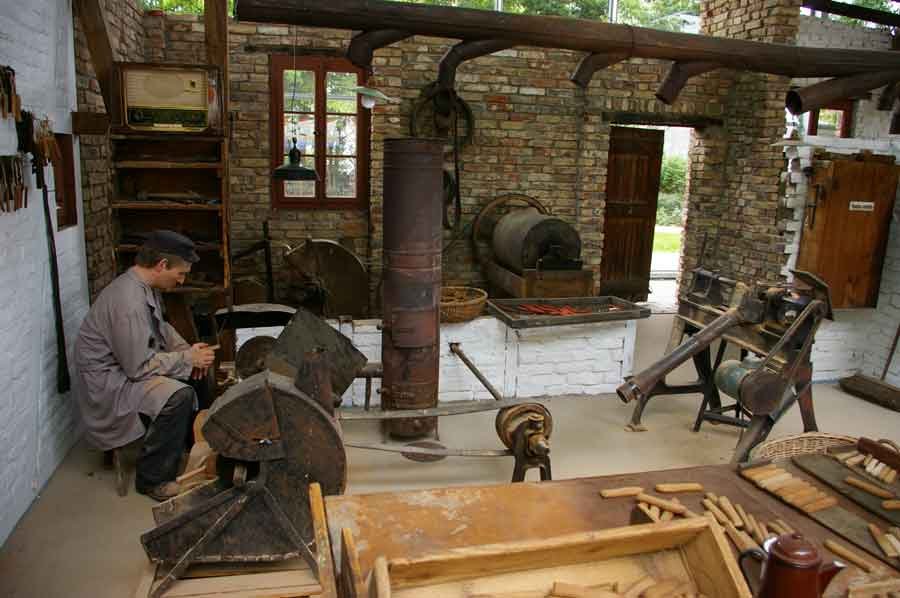
Teilansicht Kotten
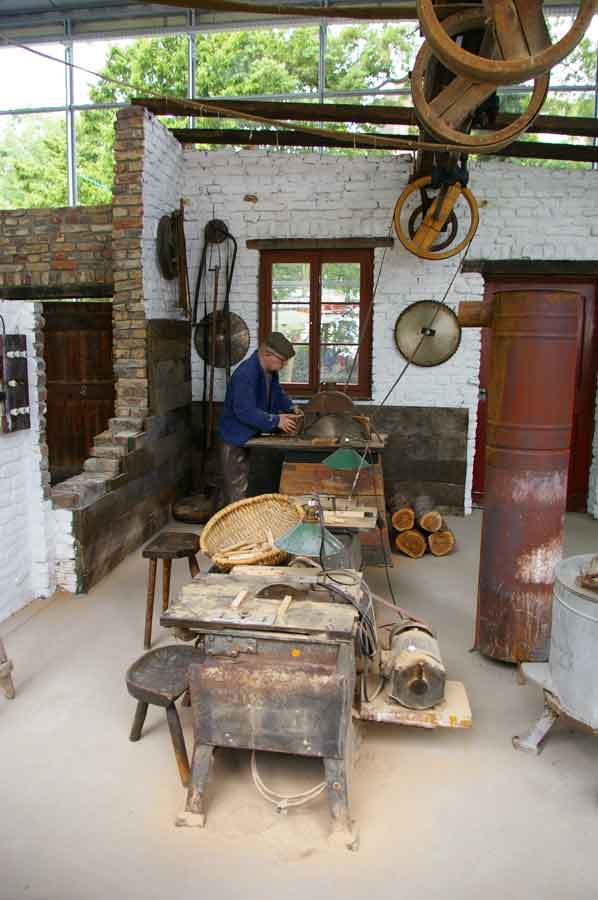
Säge und Trockenofen
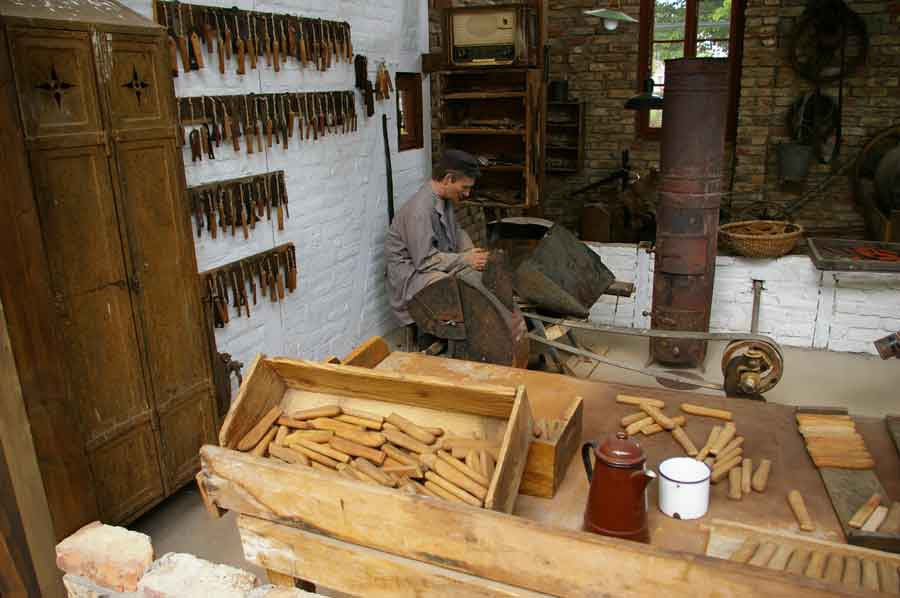
Hefte und Frässchablonen

## Zum Ausstellungsobjekt

### Werkzeuge und Antrieb
Neben verschiedenen Sägen (Zweimann-Zug-Säge, Kreissägen) kamen eine Rommel (Färbe-, Wachs- und Poliertrommel), eine Fräse mit Einspannvorrichtung (Frässchuh) und verschiedenen Fräsmessern (je vier bildeten einen Satz), eine sogenannte Pliestscheibe (Schleifscheibe aus Holz mit Leder und Schleifpapier zum Bearbeiten gerader Messergriffenden) sowie zwei sogenannte Köpfmaschinen zum Einsatz. Letztere dienten zur Bearbeitung des oberen Endes des Messergriffs, in das später die Klinge oder das Werkzeug eingesetzt wurde. Eine der Maschinen wurde für spitz zulaufende Messerhefte, die andere für gerade Hefte und angeschrägte Schalen verwendet. Alle diese Maschinen wurden von Wilhelm Jacobs 1920 selbst gebaut und bis Ende 1987 in seinem Kotten betrieben. Angetrieben wurden sie von einem Elektromotor über Transmissionsriemen.

### Zur Geschichte
In dem Kotten fertigte der Schalenschneider Wilhelm Jacobs seit den 1920er Jahren mit Unterstützung von bis zu sechs Personen aus Familie und Nachbarschaft bis in das Jahr 1988 hinein Messerhefte aus Holz für die Solinger Schneidwarenindustrie. Als er im Alter von 90 Jahren starb, sollte seine Werkstatt eigentlich abgerissen werden. Doch setzte sich Fritz Clees, damals stellvertretender Bürgermeister der Stadt Langenfeld, dafür ein, dass das technische Denkmal erhalten blieb. Auf seine Initiative hin gab die Stadt ein Gutachten zur Bewertung des Hauses in Auftrag. Unter Leitung von J. Eberhardt aus Köln gelangte die Forschungsgruppe zu dem Ergebnis, dass es sich bei dem Kotten um ein ganz außergewöhnliches technisches Denkmal handele. Deshalb entschloss sich die Stadt mit Unterstützung von Wissenschaftlern des Amtes für Landeskunde in Bonn, das Haus Stein für Stein inklusive aller Gerätschaften abzutragen und zu inventarisieren. Zuvor wurde im Jahre 1989 durch das Amt für Landeskunde in dem Haus mit ehemaligen Mitarbeitern des Schalenschneiders noch ein Film mit den Arbeitsabläufen gedreht. Auf Anregung von Bürgermeister Magnus Staehler beschloss der Stadtrat am 19. Dezember 2006 den Wiederaufbau des Kottens in einer gläsernen Ausstellungshalle als Außenstelle des Stadtmuseums. Die Halle, deren Einweihung am 12. August 2008 gefeiert wurde, steht inzwischen einmal pro Monat sonntags oder aber nach Terminvereinbarung zu Besichtigungen zur Verfügung.

### Zu Halle und Kotten
Die Halle um den Kotten herum misst zehn mal zwanzig Meter und wird von einem Aluminium-Paneeldach überspannt. Der Kotten selbst ist 15,60 mal sechs Meter groß. Die Kosten des Baus betrugen 355.000.- EUR. Informationstafeln an den Glasscheiben ermöglichen es den Besuchern auch außerhalb der Führungszeiten, sich über den Beruf des Heft- und Schalenschneiders zu informieren.